# Ittysella lagunera
Ittysella lagunera är en stekelart som beskrevs av Pinto och Gennaro Viggiani 1988. Ittysella lagunera ingår i släktet Ittysella och familjen hårstrimsteklar. Inga underarter finns listade i Catalogue of Life.